# Gare d'Ouled Sidi Brahim
La gare d'Ouled Sidi Brahim est une ancienne gare ferroviaire algérienne située sur le territoire de la commune d'Ouled Sidi Brahim, dans la wilaya de Bordj Bou Arreridj.

## Situation ferroviaire
La gare est située dans l'est de la commune d'Ouled Sidi Brahim, sur la ligne d'Alger à Skikda où elle est précédée de la gare de Beni Mansour et suivie de celle d'El M'hir.

## Service des voyageurs

### Desserte
En 2023, la gare n'est pas desservie par les trains de la Société nationale des transports ferroviaires.